# Кхама III
Кхама III Бойканьо а Секгома Добрый или Кгама III (англ. Khama III Boikanyo, тсвана Khama III, 1835, Мушу, Бечуаналенд (теперь Ботсвана) — 21 февраля 1923, Серове, Ботсвана) — верховный вождь (kgosi) племени Бамангвато.

## Биография
В 1860 году был обращен в христианство. После более чем десяти лет вражды между своими сторонниками и лояльными к его отцу, Секгома (Sekgoma), Кхаме удалось в 1875 году стать верховным вождём племени нгвато (мангвато или Бамангвато).
Кхама III стал владеть территорией фактически всей современной Ботсваны. Кхама был союзником британцев, которые в то время враждовали с бурскими республиками (Трансвааль и Оранжевое Свободное государство) и королевствами племён шона и ндебеле.
В 1885 году Кхама III вместе с вождями других племён тсвана, с целью защиты от постоянной агрессии со стороны соседних племён и буров (африканеров), обратились к Великобритании с просьбой о защите и 31 марта 1885 был установлен британский протекторат над землям тсвана, получившими название Бечуаналенд.
Используя поддержку Великобритании, он закрепил и расширил свои северные границы с племенем ндебеле (ныне в Зимбабве) и восточные границы с англо-бурской Республикой Трансвааль (ныне в ЮАР), таким образом, чтобы взять под свой контроль золотоносный регион Tati.
Над независимостью тсвана нависла угроза, когда «Британская Южно-Африканская компания» Сесила Родса в 1889 году обозначила свои притязания на Бечуаналенд. Однако в 1895 году Кхаме III и еще 2 вождям (Себеле I из племени Квена и Батоену I из племени Нгвакетсе) местных племён удалось убедить Джозефа Чемберлена ввести там прямое британское правление, тем самым защитив их от Родса. Этот эпизод подробно рассматривают Дарон Аджемоглу и Джеймс Робинсон в книге «Почему одни страны богатые, а другие бедные». Благодаря сохранению независимости от Родса, тсвана, в отличие от многих других колонизированных европейцами народов, удалось сохранить свои институты, в частности кготла — принятие решений не вождями единолично, а на общем собрании взрослых мужчин племени. В дальнейшем, по их мнению, при проходе через «точку перелома» — обретение независимости, это сыграло свою роль в том, что лидеры новой независимой Ботсваны, Серетсе Кхама (потомок Кхамы III) и Кветт Масире, не обладали такими же авторитарными наклонностями, как Сиака Стивенс или Роберт Мугабе, поскольку привыкли решать все ключевые вопросы на кготла, и потому они не стали пытаться устранить друг друга ради неограниченной власти, а занялись построением инклюзивных институтов. В честь этого путешествия трёх вождей в 2005 году Габороне был построен памятник Трём дикгоси.
В начале XX века стремился создавать школы и, пока это не было запрещено британскими властями, провёл успешную кампанию по экспорту скота и импорту потребительских товаров для своего народа.
Чешский путешественник Эмиль Голуб назвал его «чёрным Марком Аврелием» за стремление противодейстововать распространению алкоголя. Потомками Кхамы третьего являются Сэр Серетсе Кхама — первый президент Ботсваны, и четвёртый глава государства Ян Кхама.